# Армянский национальный совет
Армянский национальный совет — исполнительный орган армянского национального движения, избранный армянским национальным съездом (Тифлис, конец сентября — начало октября 1917 года), в котором приняли участие свыше 200 делегатов (большинство — от партии «Дашнакцутюн»).
В Национальный совет вошли 15 членов: Арам Манукян, Аветис Агаронян, Никол Агбалян, X. О. Карджикян (Карчикян), Рубен Тер-Минасян и А. Бабалян («Дашнакцутюн»); А. Стамболцян и А. Тер-Оганян (эсеры); Г. Мелик-Карагезян и Г. Тер-Газарян (социал-демократы); С. Арутюнян и М. Бабаджанян (Армянская народная партия); С. Мамиконян, Т. Бегзадян и П. Закарян (беспартийные).
Представители Армянского национального совета входили в состав Закавказского комиссариата — коалиционного правительства Закавказья, созданного в Тифлисе 15 (28) ноября 1917 года с участием грузинских меньшевиков, эсеров, армянских дашнаков и азербайджанских мусаватистов, — комиссаром финансов был назначен X. О. Карджикян (Карчикян), комиссаром продовольствия — Г. Тер-Газарян.
В конце 1917 года Национальный совет, вынужденный реагировать на развал Кавказского фронта, противостоявшего турецкой армии, принял участие в создании армянских добровольческих вооружённых формирований.
13 декабря 1917 года новый главнокомандующий Кавказским фронтом генерал-майор Лебединский образовал добровольческий армянский корпус, командующим которого был назначен генерал Фома Назарбеков, а начальником штаба — генерал Вышинский. По просьбе Армянского национального совета особым комиссаром при главнокомандующем Назарбекове был назначен «генерал Дро».
10 (23) февраля 1918 в Тифлисе Закавказским комиссариатом был созван Закавказский сейм. В его состав вошли депутаты, избранные от Закавказья во Всероссийское учредительное собрание, и представители местных политических партий, в том числе 27 представителей партии «Дашнакцутюн». В ходе политических дебатов дашнакская фракция предлагала оставить Закавказье в составе России на правах автономии, разделённой на национальные кантоны, а в отношениях с Турцией — настаивать на самоопределении Западной Армении. После провала сепаратных Трапезундских переговоров и ввиду продолжающегося турецкого наступления, в результате которого турецкие войска восстановили контроль над Западной Арменией, перешли границу 1914 года и угрожали оккупацией всего Закавказья, 9 (22) апреля на заседании Закавказского сейма, несмотря на противодействие армянской делегации, было принято решение провозгласить Закавказье самостоятельной Демократической Федеративной Республикой. Новому правительству А. И. Чхенкели было поручено выработать условия перемирия с Турцией.
Переговоры, продолжавшиеся в Батуми с 11 по 26 мая, выявили острые внешнеполитические разногласия между Национальными советами Грузии, Армении и Азербайджана.
На переговорах Турция предъявила ещё более тяжёлые условия, чем предусматривал Брест-Литовский договор, — Закавказье должно было уступить Турции две трети территории Эриванской губернии, Ахалцихский и Ахалкалакский уезды Тифлисской губернии, а также контроль над Закавказской железной дорогой.
В этой ситуации Национальный совет Грузии обратился за помощью к Германии. Германские представители посоветовали Грузии незамедлительно провозгласить независимость и официально просить Германию о покровительстве, чтобы избежать турецкого нашествия и гибели. 24—25 мая 1918 года на заседании исполкома Национального совета Грузии это предложение было принято. Там же было решено впредь именовать Национальный совет Грузии парламентом Грузии. 25 мая германские войска высадились в Грузии.
26 мая Закавказский сейм объявил о самороспуске. В решении Сейма говорилось: «Ввиду того, что по вопросу о войне и мире обнаружились коренные расхождения между народами, создавшими Закавказскую Независимую Республику, и потому стало невозможно выступление одной авторитетной власти, говорящей от имени Закавказья, Сейм констатирует факт распадения Закавказья и слагает свои полномочия».
28 мая Армянский национальный совет в Тифлисе объявил себя «верховной и единственной властью армянских уездов».
К этому времени, однако, Турция уже оккупировала значительную часть Закавказья, в том числе территорию Армении. Дашнакское правительство было вынуждено подписать сепаратное мирное соглашение. 4 июня в Батуми был заключён так называемый «Союз мира и дружбы» между турецким правительством и Арменией. По этому соглашению территория, подвластная дашнакскому правительству, ограничивалась Эриванским и Эчмиадзинским уездами, что составляло 12 тыс. км². Остальная территория Армении была захвачена турецкими войсками.